# Detlef Löschmann
Detlef Löschmann (* 1958 in Panambi, Brasilien) ist ein deutscher Rundfunkjournalist, Dozent, Medientrainer und App-Entwickler.

## Leben und Wirken
Detlef Löschmann legte 1977 in Berlin sein Abitur ab, studierte an der Freien Universität Berlin Germanistik und Sportwissenschaft für das Lehramt an Gymnasien (Erstes Staatsexamen) und schloss nach dem Referendariat mit dem Zweiten Staatsexamen ab. Anschließend absolvierte er bei der IFM-Journalistenschule Bruchsal eine Ausbildung zum Rundfunkredakteur.
Daran schlossen sich Tätigkeiten als Redaktionsleiter, Chef vom Dienst, Reporter und Nachrichtenredakteur bei privaten Hörfunksendern (94,3 rs2, Berliner Rundfunk), beim Fernsehen (Brandenburg Aktuell vom Rundfunk Berlin-Brandenburg) sowie als Autor für die Berliner Morgenpost an. Seit 2007 ist Löschmann beim rbb24 Inforadio als Redakteur, Präsentator, Moderator und Chef vom Dienst sowie im Crossmedialen News Center (CNC) des rbb tätig.
Daneben arbeitet Löschmann seit 2003 als Dozent (Hamburg Media School, Evangelische Medienakademie, Evangelische Journalistenschule, Fortbildungsakademie der Berliner Charité, Medienqualifizierung Köln u. a.) sowie als Medientrainer für Organisationen und Firmen.
2022 entwickelte er die Rhetorik-Trainings-App app4speech.
Des Weiteren ist Detlef Löschmann ehrenamtlich für die MaMiMo-Kulturstiftung tätig. Er war Jury-Mitglied für den Columbus Radiopreis der Vereinigung Deutscher Reisejournalisten (VDRJ).